# Кяхтинський район
Кяхтинський район (рос. Кяхтинский район, бур. Хяагтын аймаг) — адміністративна одиниця Республіки Бурятія Російської Федерації.
Адміністративний центр — місто Кяхта.

## Адміністративний поділ
До складу району входять 2 міських та 17 сільських поселень:
1. Місто Кяхта
2. Селтще Наушки
3. Алтайське — у. Усть-Дунгуй
4. Большекударинське — сел. Октябрський
5. Большелузьке — у. Большой Луг
6. Зарянське — с. Унгуркуй
7. Кударинське — с. Кудара-Сомон
8. Малокударинське — с. Уладий
9. Мурочинське — у. Мурочі
10. Новодесятниковське — с. Новодесятниково
11. Первомайське — сел. Первомайськ
12. Субуктуйське — с. Субуктуй
13. Тамірське — с. Тамір
14. Убур-Кіретське — с. Убур-Кіреть
15. Усть-Кіранське — с. Усть-Кіран
16. Усть-Кяхтинське — с. Усть-Кяхта
17. Хоронхойське — сел. Хоронхой
18. Чикойське — с. Чикой
19. Шарагольське — с. Шарагол